# Königin Marienhütte

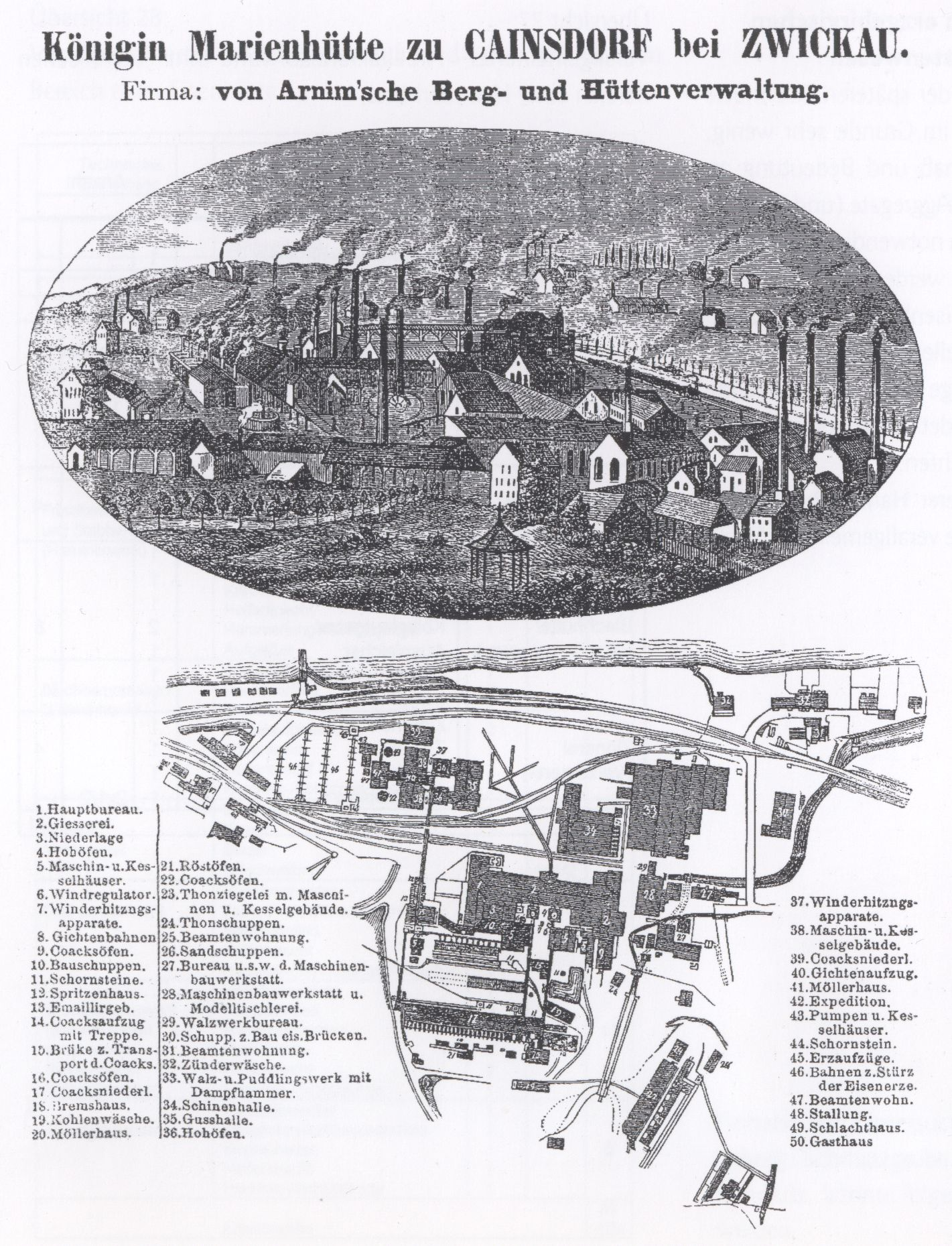
Die Königin Marienhütte um 1860

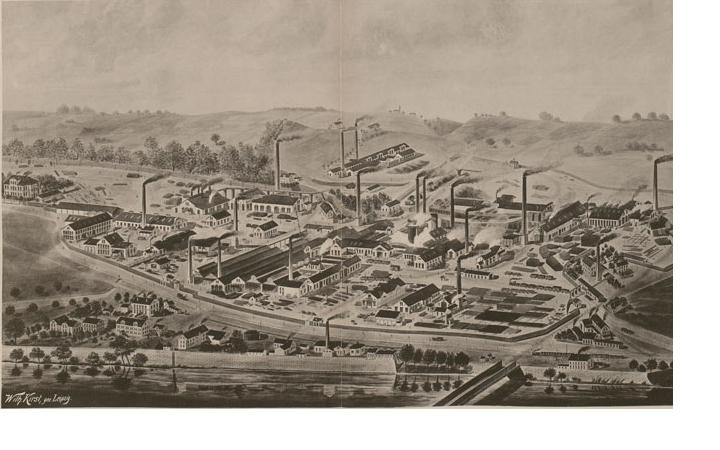
Die Königin Marienhütte um 1890

Die Königin Marienhütte um 1900

Die Königin Marienhütte (auch Königin-Marienhütte und Königin-Marien-Hütte, im Volksmund auch einfach Hütte) war ein bedeutendes sächsisches Eisenwerk in Cainsdorf bei Zwickau im sächsischen Landkreis Zwickau.

## Geschichte
Die Königin Marienhütte (benannt nach der sächsischen Königin Maria) wurde am 2. August 1839 von der Sächsischen Eisenkompagnie gegründet. Entscheidend für die Standortwahl war die Nähe zu den Zwickauer Steinkohlelagern. Die Rohstoffe wurden weitgehend aus lokalen Quellen bezogen: Koks von den Planitzer Steinkohlewerken, Eisenerz aus der Fundgrube Neugeboren Kindlein in Stenn, Kalk als Zuschlagstoff aus Planitz. Die Gründung der Hütte markiert in der sächsischen Eisenverhüttung den Übergang von holzkohlebefeuerten Hochöfen auf Koks bzw. Steinkohle als Brennstoff.
Der erste Hochofen wurde 1842 angeblasen. 1843 pachteten die Brüder Georg Heinrich Wolf, Friedrich Henning und Hans Carl von Arnim das Werk. 1844 wurde ein Puddel- und Walzwerkbetrieb eingeführt. Ab 1848 wurden in der Hütte Eisenbahnschienen hergestellt. 1849 wurde ein Dampfhammer aufgestellt und der Betrieb in der Folge durch eine Maschinenbauanstalt und eine Rohrgießerei erweitert. Um 1850 waren in der Firma ca. 1200 Arbeiter beschäftigt, diese Zahl stieg bis 1865 auf ca. 1800 an. Nachdem der Brückenbau in Stahlkonstruktion aufgenommen worden war, erwarb 1873 die Deutsche Reichs- und Continental-Eisenbahnbau-Gesellschaft das Unternehmen. Die Stahlprodukte wurden meist mit dem abgekürzten Firmenzeichen „K. M. H.“ versehen.
1892 wurde sie als das „größte Eisenwerk Sachsens mit 1750 Arbeitern, 4 Hochöfen, 2 Gießereien, Schienen- und Feineisenwalzwerk, Bessemerstahlhütte, bedeutender Brückenbauwerkstatt, Maschinenbauanstalt etc.“ bezeichnet. Mit dem Versiegen der Erzvorräte aus der Umgebung wurde im August 1893 die Roheisenverhüttung im Hochofen eingestellt. Dadurch endete der Blocklieferungsvertrag, den die Maxhütte (Unterwellenborn), ein 1872 gegründetes thüringisches Zweigwerk der Maximilianshütte im oberpfälzischen Sulzbach-Rosenberg, mit der Königin-Marienhütte hatte. Der Generaldirektor der Maxhütte in Rosenberg entschied, auf dem damals zur Gemeinde Lichtentanne gehörenden Areal südwestlich des Zwickauer Hauptbahnhofs ein Stahlwerk mit angeschlossenem Walzwerk zu errichten. Dieses als König-Albert-Werk bekannte Stahlwerk im heute zu Zwickau gehörenden Stadtteil Maxhütte war zwischen 1898 und 1930 in Betrieb.
Von 1916 bis 1945 war die Königin Marienhütte im Besitz der Sächsischen Gussstahlwerke Döhlen AG. Es waren zu dieser Zeit nur noch 50 Arbeiter im Weichenbau beschäftigt.
Bis zur politischen Wende 1990 war die ehemalige Königin Marienhütte als Betrieb 536 Teil der Sowjetisch-Deutschen Aktiengesellschaft Wismut. Der ab 1968 unter dem neuen Namen produzierende Betrieb für Bergbau und Aufbereitungsanlagen Cainsdorf (BAC) der SDAG Wismut ging dann 1990 in den Besitz des Bundeswirtschaftsministeriums über und wurde 1992/93 als DFA GmbH (Deutsche Fertigungs- und Anlagenbau) ausgegliedert. Produziert wurde im Stahl- und Behälterbau, in der Fördertechnik, in Baustoffmaschinen, im Raumcontainer und in der Industriemontage. Mit der Privatisierung 1995 bis zu ihrer Insolvenz im Jahre 2004 firmierte die Nachfolgefirma als SAM GmbH (Sächsische Anlagen- und Maschinenbau). 2005 übernahm die ZSB GmbH (Zwickauer Sonderstahlbau) im Rahmen eines Erwerbekonzeptes die Produktionsanlagen der SAM. Mit der Eingliederung von Stammpersonal wird damit die Tradition im Stahlbau fortgeführt. Heute sind dort ca. 60 Mitarbeiter beschäftigt.

## Erhaltene Zeugnisse der Produktionsgeschichte
Die eisernen bzw. stählernen Konstruktionsteile folgender Bauwerke wurden von der Königin Marienhütte hergestellt (Auswahl):
- 1876/1877: Carolabrücke der Bahnstrecke Bautzen–Bad Schandau in Bad Schandau
- 1877/1878: Eisenbahn-Elbbrücke in Riesa (zerstört)
- um 1879: Gottleubabrücke, Eisenbahnbrücke der Bahnstrecke Pirna–Gottleuba bei Gottleuba (Stabbogenbrücke mit ca. 70 m Länge)
- 1884: Oschütztal-Viadukt bei Weida (1915 ertüchtigt, seit 1977 unter Denkmalschutz, 1982 wegen Baufälligkeit stillgelegt)
- 1887: eiserner Dachstuhl der Petrikirche in Chemnitz
- 1889: König-Albert-Brücke in Trebsen (Straßenbrücke über die Mulde, 1000. Brücke der Königin Marienhütte, zerstört)[4][5]
- 1888/1889: Markersbacher Viadukt der Bahnstrecke Annaberg-Buchholz–Schwarzenberg
- 1892/1893: Blaues Wunder in Dresden (Straßenbrücke über die Elbe, 1500. Brücke der Königin Marienhütte, unter Denkmalschutz)
- 1893/1894: Wasserturm Sayda (mit Hochdruck-Wasserleitungen)
- 1894/1895: Carolabrücke in Dresden (1945 zerstört)
- 1899/1900: Paradiesbrücke in Zwickau
- um 1903: Viadukt Beckerbrücke in Chemnitz (unter Denkmalschutz)

Bis heute sind Schienen mit dem Walzzeichen K.M.H. an vielen Orten z. B. als Zaunpfeiler zu finden.

Ansichten der erhaltenen Zeugnisse
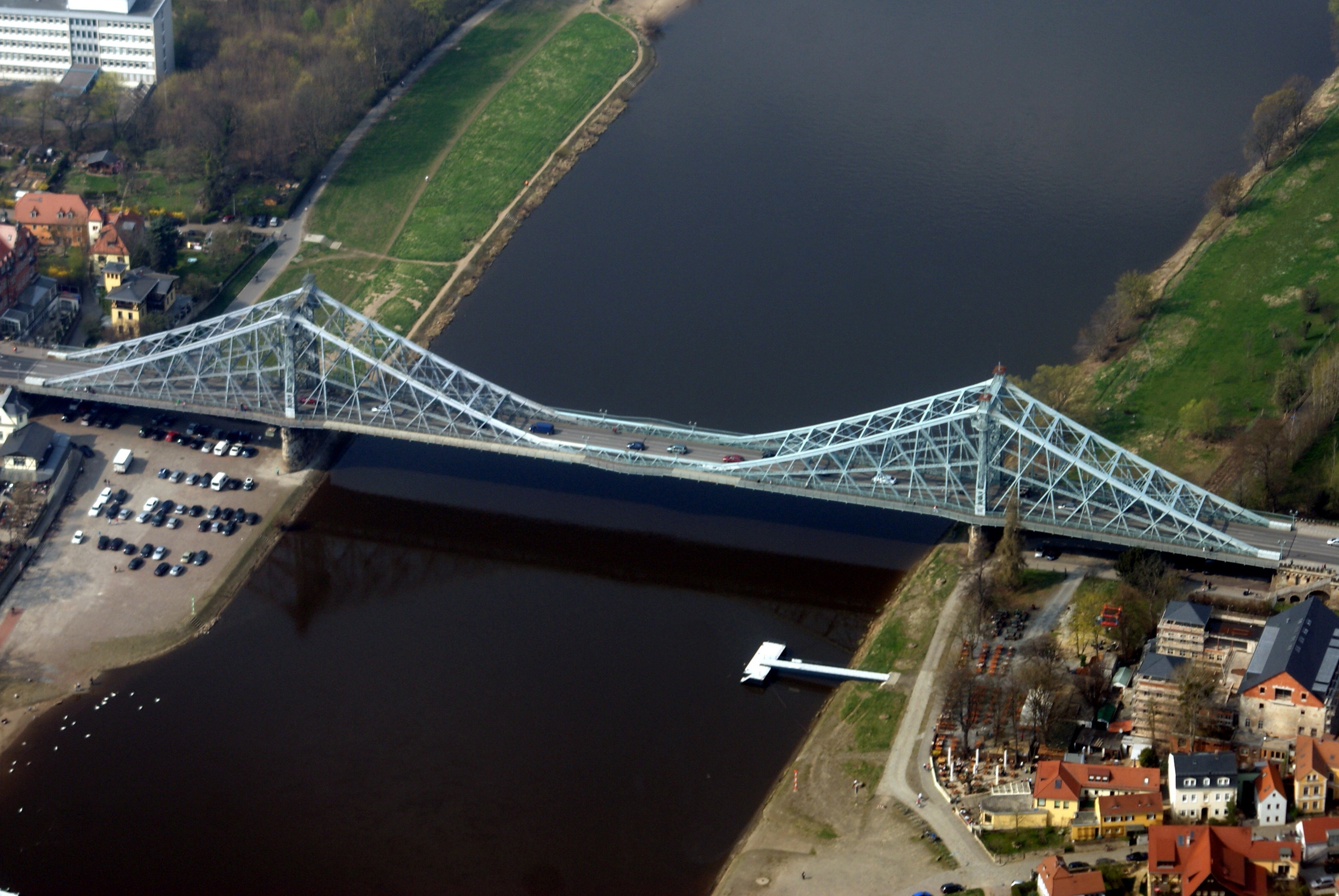
Bekanntestes erhaltenes Bauwerk der Königin Marienhütte: Das Blaue Wunder in Dresden
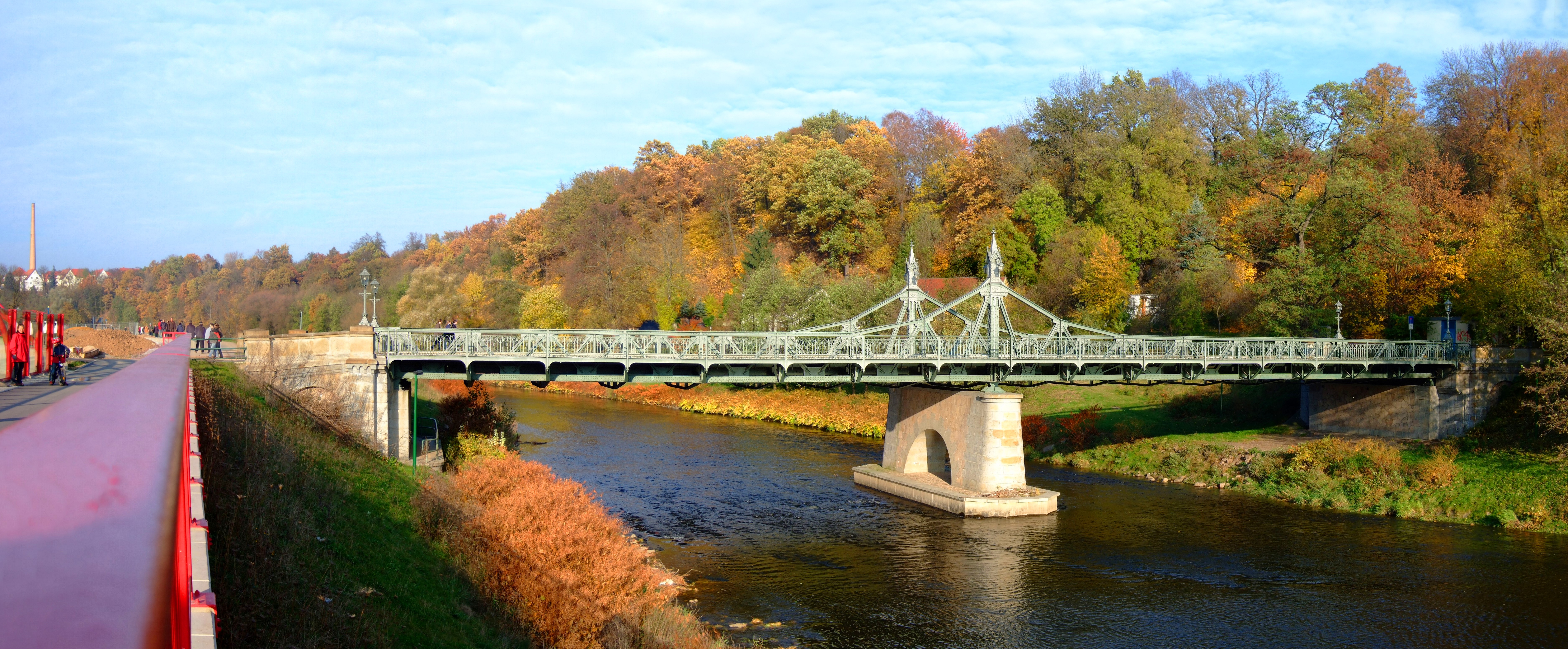
Paradiesbrücke in Zwickau
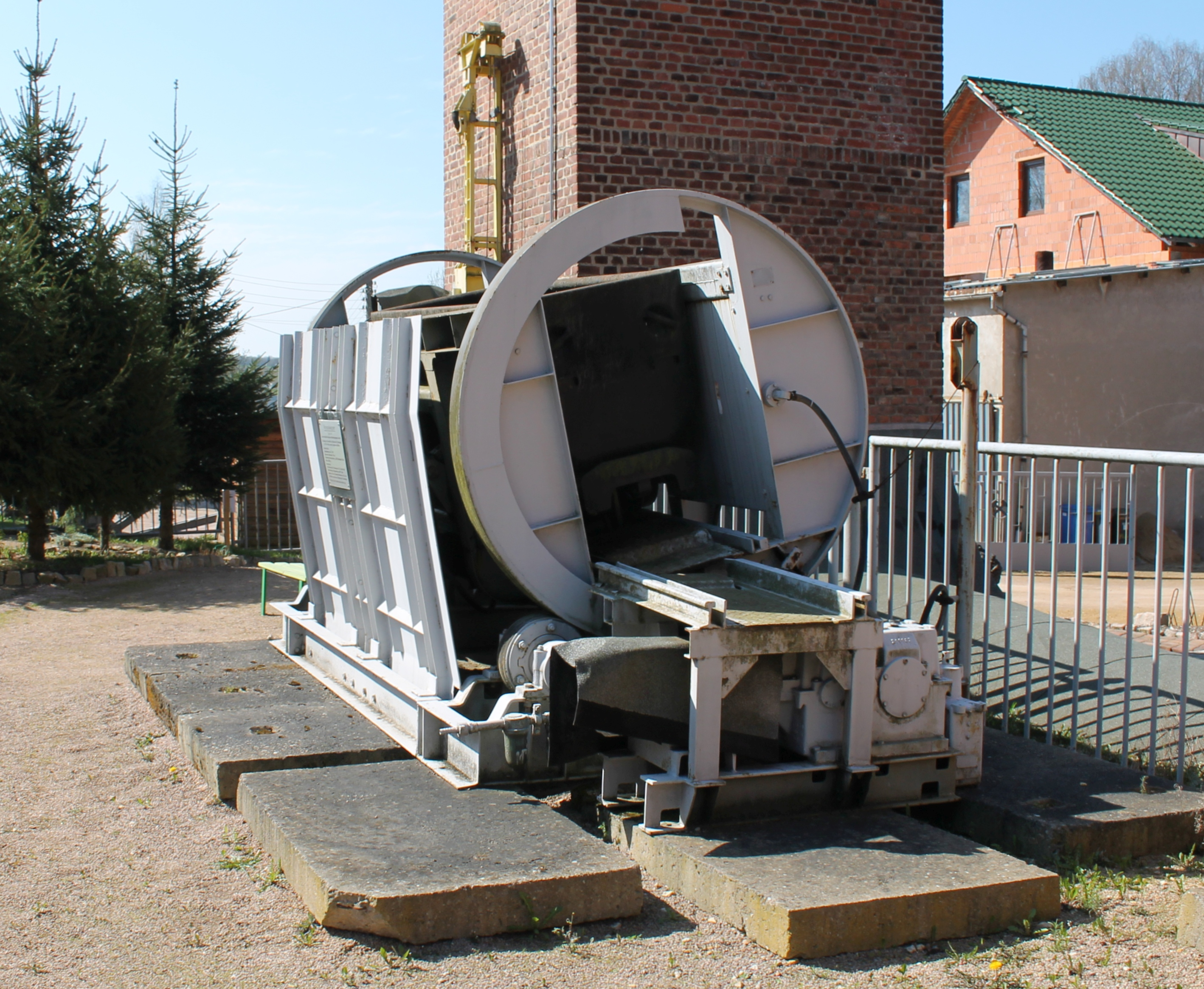
Kreiselwipper VU 151 aus dem BAC Cainsdorf
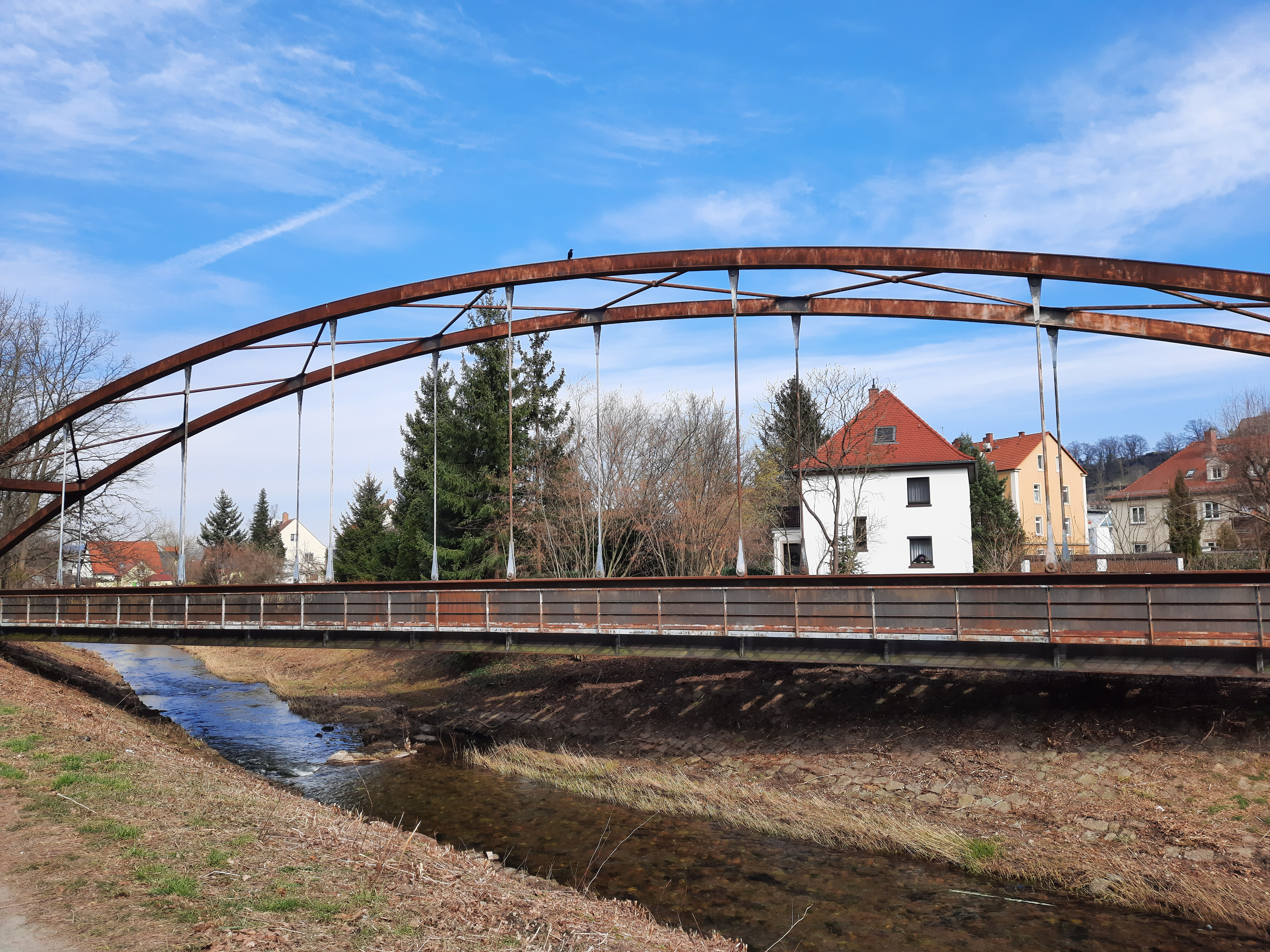
Gottleubabrücke bei Pirna
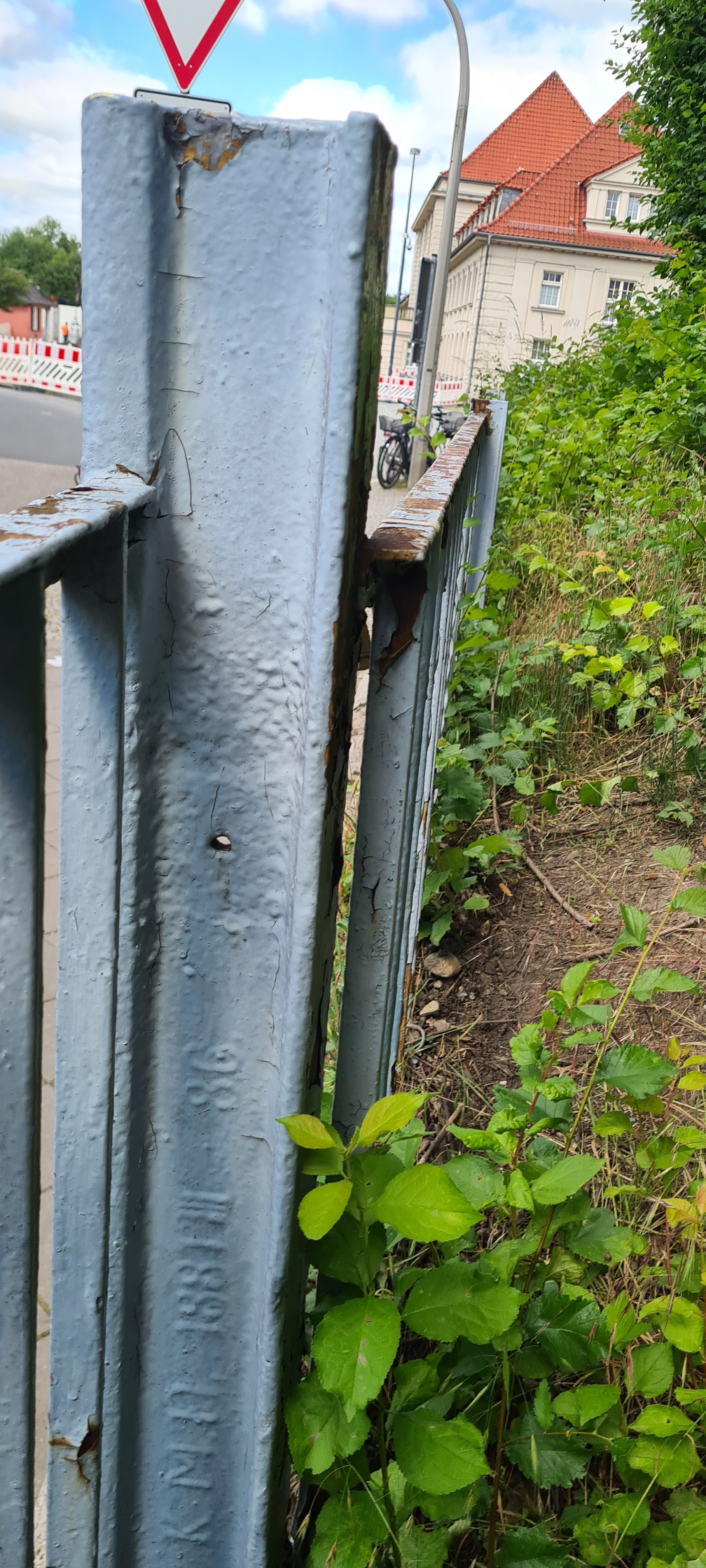
Schiene mit Walzzeichen KMH von 1881 am Bahnhof Weimar

## Persönlichkeiten
- Eugen Piwowarsky (1891–1953), Werkstoffwissenschaftler und Gießereifachmann, war Betriebsassistent in der Königin Marienhütte.